# Buse à épaulettes
Buteo lineatus
Espèce
Statut de conservation UICN

 LC  : Préoccupation mineure
Statut CITES
La Buse à épaulettes (Buteo lineatus) est une espèce de rapaces diurnes de la famille des Accipitridae.
Elle niche dans la moitié est de l'Amérique du Nord ainsi que sur les côtes californiennes et du nord-ouest du Mexique.
Elle se nourrit de petits mammifères, de reptiles, d'amphibiens, de petits oiseaux ou de grands insectes.
Les mâles et les femelles ont un plumage identique mais le mâle est plus petit que la femelle. Leur poids est compris entre 500 et 700 grammes et leur taille entre 43 et 61 centimètres. Elle peut vivre jusqu'à l'âge de 20 ans.
C'est un oiseau solitaire et territorial, le mâle ayant un plus grand territoire que la femelle. 
Pour chasser, elle utilise la vue et l'ouïe, sa technique consistant à s'abattre sur sa proie depuis les airs. 

## Répartition et sous-espèces
D'après la classification de référence (version 14.1, 2024) de l'Union internationale des ornithologues, la Buse à épaulettes possède 5 sous-espèces (ordre philogénique) : 
- Buteo lineatus lineatus (Gmelin, JF, 1788)	: est de l'Amérique du Nord ;
- Buteo lineatus alleni Ridgway, 1885 : du centre-sud du Texas à la Caroline du Nord et le nord de la Floride ;
- Buteo lineatus extimus Bangs, 1920	: sud de la Floride et les Florida Keys ;
- Buteo lineatus texanus Bishop, 1912 : sud du Texas	;
- Buteo lineatus elegans Cassin, 1855 : du sud de l'Oregon à la péninsule de Basse-Californie.